# Powellia breviseta
Powellia breviseta là một loài rêu trong họ Racopilaceae. Loài này được (E.B. Bartram) Zanten mô tả khoa học đầu tiên năm 1969.